# Simo Heininen
Simo Kaarle Matias Heininen, född 23 april 1943 i Lahtis, är en finländsk kyrkohistoriker.
Heininen avlade teologie doktorsexamen 1976. Han var 1975–1983 docent i Finlands och Skandinaviens kyrkohistoria vid Helsingfors universitet och 1983–2009 professor i allmän kyrkohistoria. Sedan 1989 är han ledamot av Finska Vetenskapsakademien.
Han har som forskare inriktat sig främst på reformationstidens och renlärighetsepokens lärdomshistoria och dokumenterat sig som en framstående Agricolakännare bl.a. med arbetena Nuori Mikael Agricola (1976), Mikael Agricolan psalmisummaariot (1992), Mikael Agricolan Vanhan testamentin summaariot (1993), Mikael Agricolan psalttarin reunahuomautukset (1994), Mikael Agricola raamatunsuomentajana (1999) och Mikael Agricola, elämä ja teokset (2007).

## Utmärkelser
- Riddartecknet av I klass av Finlands Vita Ros’ orden,  6 december 1999[2]

[Redigera Wikidata]